# Сусанна і старці (Тінторетто)
«Сусанна і старці» (італ. Susanna e i vecchioni) — картина італійського живописця Якопо Робусті відомого як Тінторетто (1518–1594), представника венеційської школи. Створена у 1555–1556 роках. Зберігається у колекції Музею історії мистецтв у Відні (інв. №GG 1530). 
Картина з'явилась в імператорській галереї у 1823 році.

## Сюжет
Сюжет картини заснований на розповіді з Книги пророка Даниїла (Дан.13) зі Старого Заповіту. Історія не канонічна (її немає у єврейському тексті, вона існує лише у перекладеному з ґебрейської грецькою мовою варіанті — Септуагінті).
Місце дії — у Вавилоні епохи полонення там єврейського народу. Чарівна жінка заможного юдея Йоакіма, Сусанна була предметом жадань двох старців, які влаштували пастку, аби оволодіти нею у саду, де молода жінка зазвичай купалась, без служниць. Коли Сусанна відіслала служниць і роздяглась, старці вийшли зі свого укриття. Вони пригрозили їй, якщо вона не віддасться їм, то вони обвинуватять її у перелюбстві — злочині, що карався смертю. Сусанна не поступилася на лестощі і шантаж старців, які притягнули її до суду, неправдиво обвинувативши її у перелюбстві з молодим чоловіком. Засуджену до смерті жінку, в останній момент врятував пророк Даниїл, який окремо допитав старців і виявив суперечливі версії і неправду. 
Художники доби Ренесансу часто у своїх картинах використовували цю історію як гарний привід зобразити жіноче тіло.

## Опис

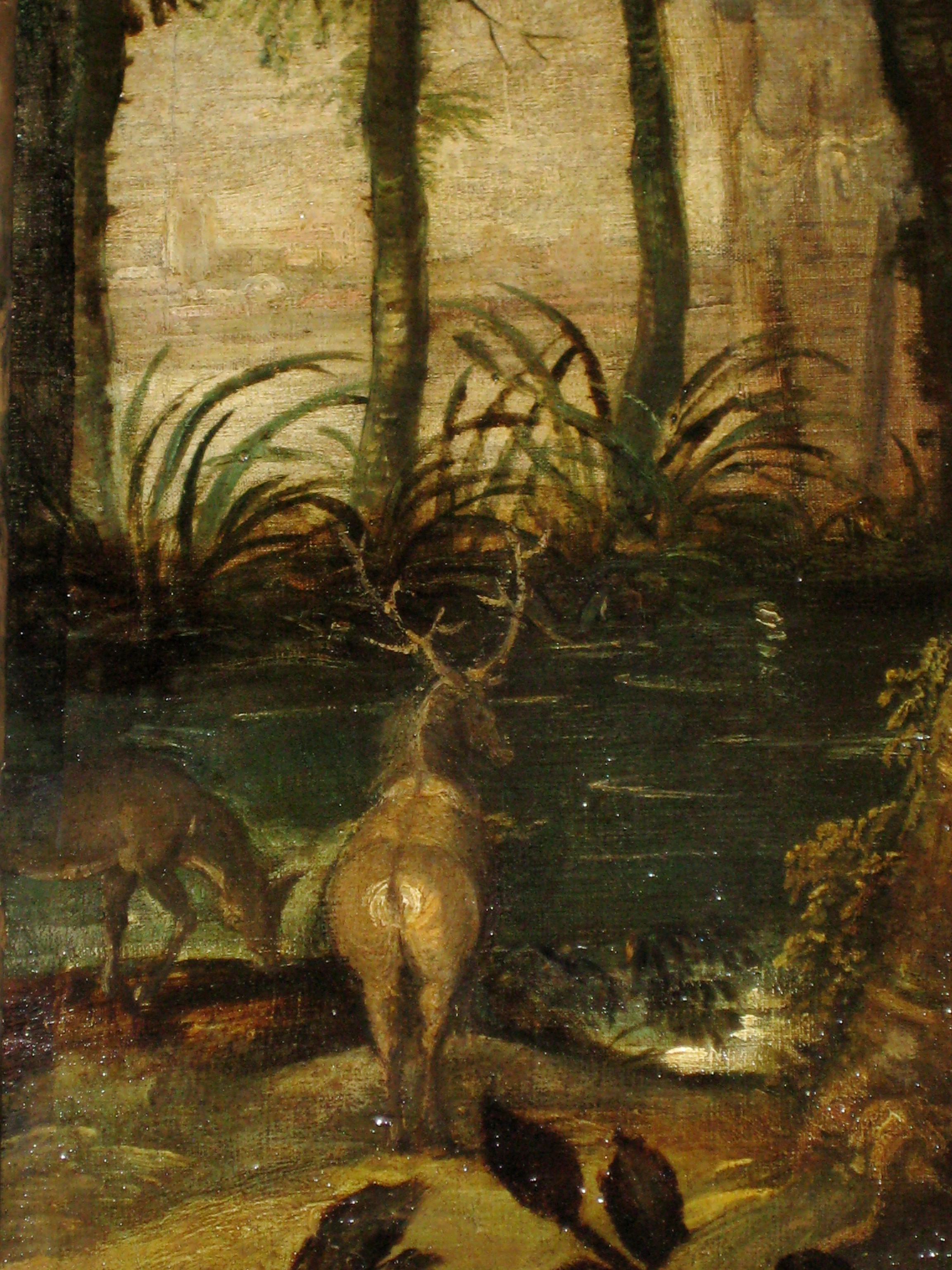
Деталь

Цей шедевр венеційського маньєризму є результатом особливого синтезу римсько-флорентійського відчуття форми з венеційським підходом до живопису, спрямованого на передачу кольору і атмосфери. «Сусанна і старці» — твір Тінторетто, який зовсім не здається виконаним у поспіху (у чому художника часто дорікають). Він написаний тонко і віртуозно, ніби овіяний ніжною і сріблясто-блакитною прохолодою, відображає свіжість і легкий холодок.
Сценографія полотна побудована навколо ліричного епізоду, коли Сусанна занурена у споглядання неоскверненої природи. Сусанна виходить з купальні, а її ліва нога ще занурена у воду. Світло надає фігурі яскравості, виокремлюючи її у всій блискучості, підкреслюючи складну і пишну зачіску, сережку, що відблискує у вусі, браслети на зап'ясті, коштовності і м'яку білу тканину. Ідилія Сусанни контрастує з майже карикатурною незграбністю двох старців, що за нею підглядають. За всією цією ідилією, таємно виглядаючи зі своїх укриттів, у навмисно недолугих позах спостерігають старці (один — ближче, на передньому плані у нижньому лівому куті, інший — вдалині). 
Головний герой полотна — це світло: художник використовує дзеркало перед Сусанною, аби посилити промені світла, що розливаються по білому тілу. Окрім цього, за допомогою дзеркала Тінторетто здійснює майстерну гру контрастів світла і тіні. Антураж задуманий як справжня театральна сцена: поглиблення перспективи надає композиції динамізму. Лаштунки у вигляді дерев й огорожі насправді обмежують простір сцени, на якій розгортається дійство. Тінторетто ретельно зображує численні деталі сцени, такі як коштовні предмети туалету Сусанни: гребінь, шпильку для волосся, вазочку для крему, нитку перлів і персні. Перед глядачем представлений лише епізод старозаповітної історії, однак знання її результату створює особливий емоціональний контекст для сприйняття картини.